# 아쉬테카르 변수
일반 상대성 이론의 ADM 공식화에서 시공간은 공간 단면과 시간 축으로 나뉘어진다. 기본 변수는 공간 단면 위의 유도 계량 {\displaystyle q_{ab}(x)}과 계량의 켤레 운동량 {\displaystyle K^{ab}(x)}으로 여겨진다. 이는 외재적 곡률과 관련이 있으며 유도된 계량이 시간에 따라 어떻게 진화하는지에 대한 척도이다. 이들은 계량 표준 좌표이다.
1986년에 압하이 아쉬테카르는 SU(2) 게이지 장 및 보완 변수 측면에서 계량 표준 변수를 3차원 공간 단면에 재작성하는 특이한 방법을 나타내는 새로운 표준 변수 집합인 아쉬테카르 변수를 도입했다.

## 개요
아쉬테카르 변수는 정식 일반 상대성 이론의 연결 표현이라고 불리는 것을 제공하며, 이는 양자 일반 상대성 이론의 루프 표현과 차례로 루프 양자 중력 및 양자 홀로노미 이론으로 이어졌다.
세 개의 직교 벡터 장 {\displaystyle E_{i}^{a}}, {\displaystyle i=1,2,3}을 도입한다. 즉,
{\displaystyle \delta _{ij}=q_{ab}E_{i}^{a}E_{j}^{b}}.
{\displaystyle E_{i}^{a}}는 트라이어드 또는 드라이바인 (독일어 직역: "세 다리")이라고 한다. 이제 두 가지 유형의 첨자가 있다: 곡선 공간에서 일반 첨자처럼 동작하는 "공간" 첨자 {\displaystyle a,b,c}와 평평한 공간의 첨자처럼 동작하는 "내부" 첨자 {\displaystyle i,j,k}(내부 첨자를 올리고 내리는 해당 "계량"은 단순히 {\displaystyle \delta _{ij}}이다). 쌍대 드라이바인 {\displaystyle E_{a}^{i}}을
{\displaystyle E_{a}^{i}=q_{ab}E_{i}^{b}}
과 같이 정의한다. 그러면 두 개의 직교 관계가 있다: 첫 번째는
{\displaystyle \delta ^{ij}=q^{ab}E_{a}^{i}E_{b}^{j}}
여기서 {\displaystyle q^{ab}}는 계량 {\displaystyle q_{ab}}의 역행렬이다.  (이것은 드라이바인으로 표현한 쌍대 드라이바인에 대한 공식을 {\displaystyle q^{ab}E_{a}^{i}E_{b}^{j}}에 대입하고 드라이바인들의 직교성을 사용해서 얻어진다.)
그리고 두 번째로
{\displaystyle E_{i}^{a}E_{b}^{i}=\delta _{b}^{a}}.
(이것은 {\displaystyle E_{c}^{i}}로 축약한 {\displaystyle \delta _{ij}=q_{ab}E_{j}^{b}E_{i}^{a}}과 {\displaystyle E_{a}^{j}}의 선형 독립성을 사용하여 얻어진다.). 그러면 첫 번째 직교성 관계({\displaystyle E_{i}^{a}E_{b}^{i}=\delta _{b}^{a}} )를 이용해
{\displaystyle q^{ab}=\sum _{i,j=1}^{3}\delta _{ij}E_{i}^{a}E_{j}^{b}=\sum _{i=1}^{3}E_{i}^{a}E_{i}^{b},}
를 보이는 것은 쉽다. 이렇게 드라이바인들의 관점에서 역 계량에 대한 공식을 얻었다. 드라이바인들은 계량의 "제곱근"으로 생각할 수 있다. 실제로 고려되는 것은
{\displaystyle (\mathrm {det} (q))q^{ab}=\sum _{i=1}^{3}{\tilde {E}}_{i}^{a}{\tilde {E}}_{i}^{b}}
이고 대신 밀도화 된 드라이바인 {\displaystyle {\tilde {E}}_{i}^{a}}을 포함한다.(밀도화는 {\textstyle {\tilde {E}}_{i}^{a}={\sqrt {\det(q)}}E_{i}^{a}}를 의미한다.) 하나는 {\displaystyle {\tilde {E}}_{i}^{a}}로부터 계량에 해당 행렬식에 의해 주어진 인수를 곱한 값이다. {\displaystyle {\tilde {E}}_{i}^{a}}와 {\displaystyle E_{i}^{a}}가 재배열된 동일한 정보를 포함한다는 것은 분명하다. 이제 {\displaystyle {\tilde {E}}_{i}^{a}}의 선택은 유일하지 않으며 실제로 내부 첨자 {\displaystyle i}와 관련하여 공간에서 (역) 계량을 변경하지 않고 국소적 회전을 수행할 수 있다. 이것이 {\displaystyle SU(2)} 게이지 불변성의 기원이다. 이제 내부 첨자가 있는 개체에 대해 작업을 수행하려는 경우 적절한 도함수를 도입해야 한다. 예를 들어 {\displaystyle V_{i}^{b}}에 대한 공변 도함수는
{\displaystyle D_{a}V_{i}^{b}=\partial _{a}V_{i}^{b}-\Gamma _{a\;\;i}^{\;\;j}V_{j}^{b}+\Gamma _{ac}^{b}V_{i}^{c}}
여기서 {\displaystyle \Gamma _{ac}^{b}}는 일반적인 레비치비타 접속이며 {\displaystyle \Gamma _{a\;\;i}^{\;\;j}}는 소위 스핀 접속이다. 짜임새 변수를
{\displaystyle A_{a}^{i}=\Gamma _{a}^{i}+\beta K_{a}^{i}}
라고 하자. 여기서, {\displaystyle \Gamma _{a}^{i}=\Gamma _{ajk}\epsilon ^{jki}}, {\textstyle K_{a}^{i}=K_{ab}{\tilde {E}}^{bi}/{\sqrt {\det(q)}}}. 밀도화 된 드라이바인은 포아송 괄호 관계
{\displaystyle \{{\tilde {E}}_{i}^{a}(x),A_{b}^{j}(y)\}=8\pi G_{\mathrm {Newton} }\beta \delta _{b}^{a}\delta _{i}^{j}\delta ^{3}(x-y)} .
를 만족한다는 점에서 이 3차원 {\displaystyle SU(2)} 게이지 장(또는 접속) {\displaystyle A_{b}^{j}}의 켤레 운동량 변수이다. 상수 {\displaystyle \beta }는 뉴턴 상수 {\displaystyle G_{\mathrm {Newton} }}를 재규격화하는 인자인 이미르지 매개변수이다. 밀도화 된 드라이바인은 위에서 논의한 계량을 재구성하는 데 사용될 수 있으며 접속은 외재적 곡률을 재구성하는 데 사용될 수 있다. 아쉬테카르 변수는 {\displaystyle \beta =-i}를 선택하는 데 해당한다. 그러면 {\displaystyle A_{a}^{i}}는 키랄 스핀 접속이라고 한다. 이러한 스핀 접속을 선택한 이유는 아쉬테카르가 정준 일반 상대성 이론의 가장 까다로운 방정식, 즉 루프 양자 중력의 해밀토니안 제약 조건을 훨씬 단순화할 수 있었기 때문이다. 이 선택으로 인해 두 번째 강력한 항이 사라지고 나머지 항은 그의 새로운 변수에서 다항식이 되었다. 이것은 정식 양자 중력 프로그램에 대한 새로운 희망을 불러일으켰다. 그러나 그것은 특정한 어려움을 제시했다. 아쉬테카르 변수는 해밀토니안을 단순화하는 장점이 있지만 변수가 복소수가 되는 문제가 있다. 이론을 양자화할 때 복소 일반 상대성이론이 아닌 실수 일반 상대성이론을 복구하는 것은 어려운 작업이다. 또한 아쉬테카르가 작업한 해밀토니안 제약 조건은 원래 해밀토니안이 아니라 밀도화 된 버전 {\textstyle {\tilde {H}}={\sqrt {\det(q)}}H}이었다. 이를 양자 연산자로 승격하는 데 심각한 어려움이 있었다. 아쉬테카르 공식화의 일반화를 실수 접속에 사용할 수 있었던 사람은 토마스 티만이었다.( {\displaystyle \beta }가 실수 값을 취함) 그리고 특히 1996년에 두 번째 항과 함께 원래 해밀토니안을 단순화하는 방법을 고안했다. 그는 또한 이 해밀턴 제약을 루프 표현 내에서 잘 정의된 양자 연산자로 승격시킬 수 있었다.
리 스몰린 & 테드 제이콥슨, 조셉 사무엘은 일반 상대성 이론의 테트라드 팔라티니 작용 원리의 자기 쌍대 공식화를 고려하여 이론의 라그랑지언 공식화가 실제로 존재한다는 것을 독립적으로 발견했다. 이러한 증명은 스피너의 관점에서 주어졌다. 새로운 변수의 순전한 텐서 증명은 골드버그, 테트라드에 대해서는 Henneaux et al가 하였다.

## 추가 문헌
- Ashtekar, Abhay (1986). “New Variables for Classical and Quantum Gravity”. 《Physical Review Letters》 57 (18): 2244–2247. Bibcode:1986PhRvL..57.2244A. doi:10.1103/PhysRevLett.57.2244. PMID 10033673.